# Коста Киров
Коста Симов Киров е български революционер, деец на Вътрешната македоно-одринска революционна организация.

## Биография
Киров е роден в 1870 година в костурското село Загоричани, тогава в Османската империя, както сам казва „от родители българи“. В 1901 година влиза във ВМОРО, покръстен от Гоце Делчев в присъствието на войводата Кузман Стефов и четата му в къщата на Димитър Карадимов. Участва в Илинденско-Преображенското въстание през лятото на 1903 година с четите на Манол Розов и Михаил Николов, като взима участие в Сраженията за Върбица. След разгрома на въстанието и изгарянето на Загоричани, в 1905 година Киров емигрира в Свободна България.
На 23 февруари 1943 година, като жител на Пловдив, подава молба за българска народна пенсия, която е одобрена и пенсията е отпусната от Министерския съвет на Царство България.